# Ouest (Kamerun)
West (engl.) bzw. Ouest (frz.), ist eine Region Kameruns mit der Hauptstadt Bafoussam.

## Geografie
Die Region liegt im Westen des Landes und grenzt im Norden an die Region Nordwest, im Nordosten an die Region Adamaua, im Osten und Südosten an die Region Zentrum, im Südwesten an die Region Littoral und im Westen an die Region Südwest. Im Norden der Provinz erstreckt sich das Bamenda-Hochland, im Nordwesten das Bambouto-Massiv, mit 2740 Metern die dritthöchste Erhebung Kameruns, und der Manengouba.

## Bevölkerungsentwicklung
Seit dem Jahr 1976 hat sich die Einwohnerzahl fast verdoppelt.
| Jahr           | Einwohnerzahl |
| -------------- | ------------- |
| Zensus 1976    | 1.035.597     |
| Zensus 1987    | 1.339.791     |
| Zensus 2005    | 1.720.047     |
| Schätzung 2015 | 1.921.600     |

## Politische Gliederung

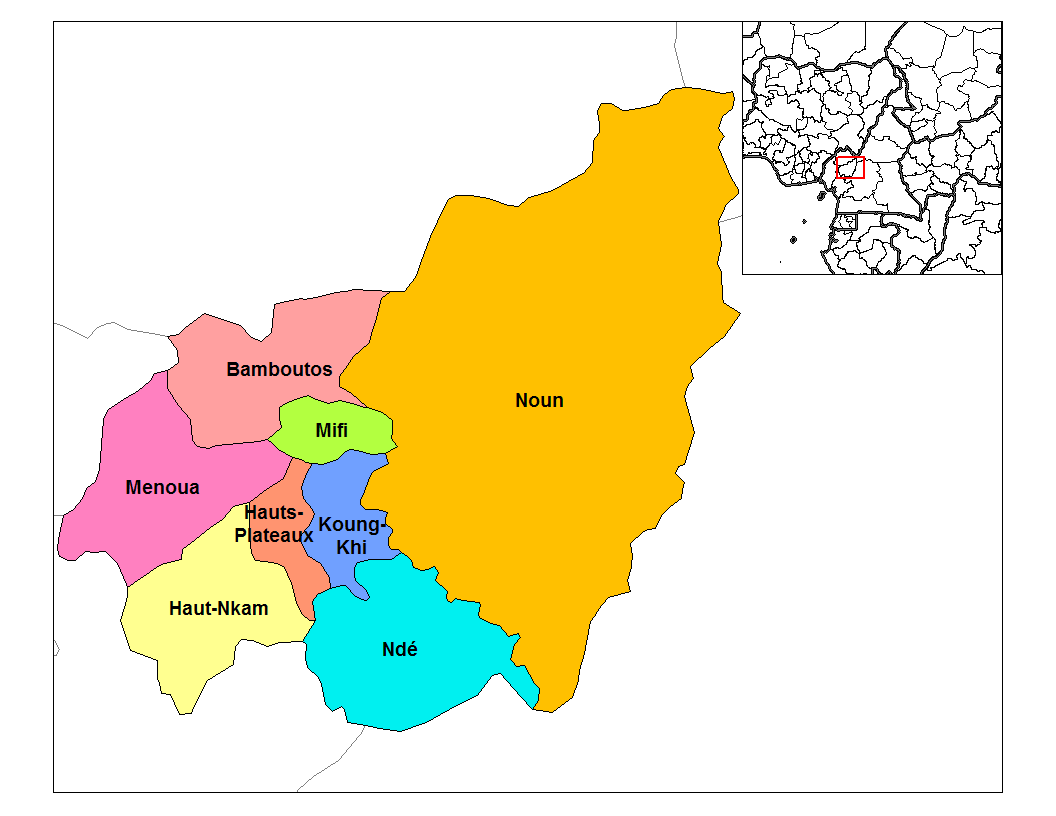
Départements der Region West

Die Region ist in 8 Département unterteilt. In der unteren Tabelle ist dem jeweiligen Département die Hauptstadt zugeordnet.

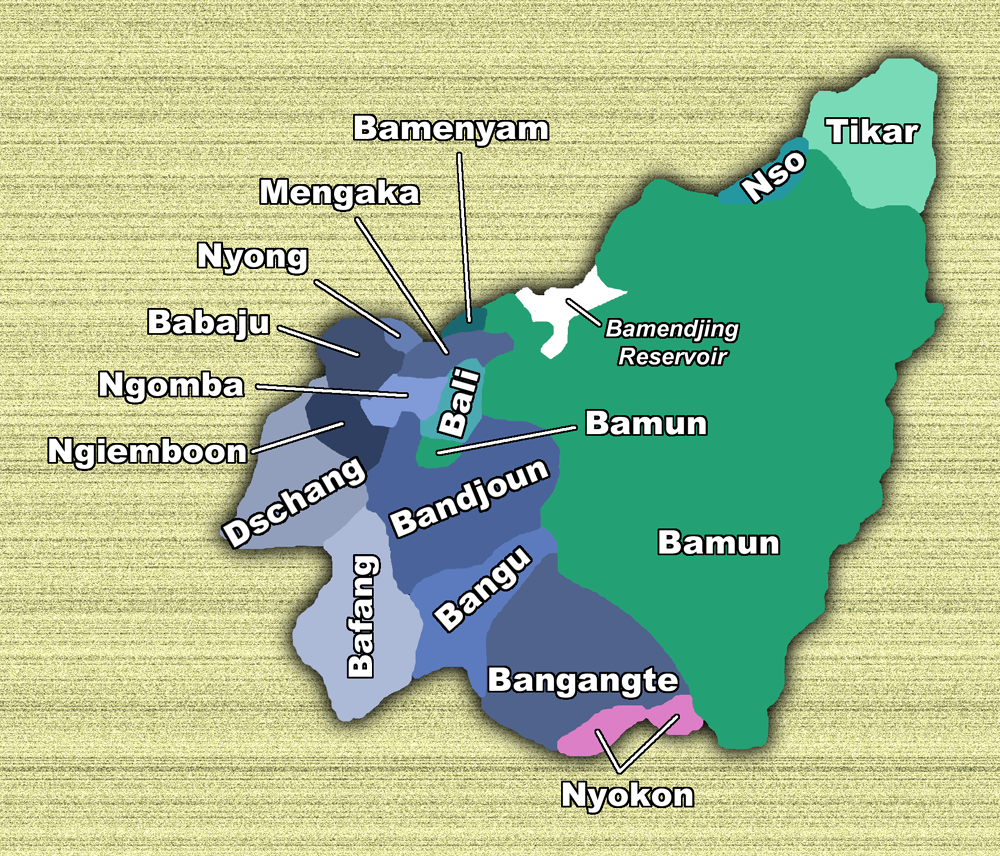
Völker im Westen Kameruns

| Département    | Hauptstadt | Einwohner 2005 | Fläche in [km²] | Bevölkerungsdichte 2005 [Einwohner/km²] |
| -------------- | ---------- | -------------- | --------------- | --------------------------------------- |
| Bamboutos      | Mbouda     | 292.410        | 1173            | 249                                     |
| Haut-Nkam      | Bafang     | 144.786        | 958             | 151                                     |
| Hauts-Plateaux | Baham      | 80.678         | 415             | 194                                     |
| Koung-Khi      | Bandjoun   | 65.021         | 353             | 184                                     |
| Menoua         | Dschang    | 285.764        | 1380            | 207                                     |
| Mifi           | Bafoussam  | 301.456        | 402             | 750                                     |
| Ndé            | Bangangté  | 94.849         | 1524            | 62                                      |
| Noun           | Foumban    | 455.083        | 7687            | 59                                      |
| Gesamt         |            | 1.720.047      | 13.892          | 138                                     |